# Primitiae Florae Holsaticae
Primitiae Florae Holsaticae (abreviado Prim. Fl. Holsat.) es un libro con ilustraciones y descripciones botánicas que fue escrito conjuntamente por el Georg Heinrich Weber y Friedrich Heinrich Wiggers. Fue publicado en 1780.